# Ixias
Ixias is een geslacht in de orde van de Lepidoptera (vlinders) familie van de Pieridae (Witjes).
Ixias werd in 1819 beschreven door Hübner.

## Soorten
Ixias omvat de volgende soorten:
- Ixias balice - (Boisduval, 1836)
- Ixias clarki - Avinoff, 1926
- Ixias dixeyi - Gab
- Ixias flavipennis - Grose-Smith, 1885
- Ixias kuehni - Röber, 1891
- Ixias ludekingii - (van Vollenhoven, 1860)
- Ixias malumsinicum - Thieme, 1897
- Ixias marianne - (Cramer, 1779)
- Ixias paluensis - Martin, 1914
- Ixias piepersii - (Snellen, 1877)
- Ixias pyrene - (Linnaeus, 1764)
- Ixias reinwardtii - (van Vollenhoven, 1860)
- Ixias undatus - Butler, 1871
- Ixias venilia - (Godart, 1819)
- Ixias vollenhovii - (Wallace, 1867)
- Ixias weelei - (van Eecke, 1912)